# Jesús Imaz
Jesús Imaz (Lleida, 1990. szeptember 26. –) spanyol labdarúgó, a lengyel Jagiellonia Białystok középpályása.

## Pályafutása
Imaz a spanyolországi Lleida városában született. Az ifjúsági pályafutását a helyi Lleida akadémiájánál kezdte.
2009-ben mutatkozott be a Lleida felnőtt csapatában. 2011-ben az újonnan alakult Lleida Esportiuhoz igazolt, ahol 2011 és 2014 között összesen 87 mérkőzésen lépett pályára és 21 gólt szerzett. A következő szezonokban a spanyol másodosztályban szereplő Costa Brava, UCAM Murcia és Cádiz csapatait erősítette. 2017-ben a lengyel első osztályban érdekelt Wisła Kraków szerződtette. Először a 2017. szeptember 8-ai, Arka Gdynia ellen 3–1-re elvesztett mérkőzés 60. percében, Rafał Boguski cseréjeként lépett pályára. Első gólját 2017. október 14-én, a Śląsk Wrocław ellen 2–0-ra megnyert találkozón szerezte meg.
2019. január 21-én 3½ éves szerződést kötött a Jagiellonia Białystok együttesével. 2019. február 24-én, a Cracovia ellen 1–0-ás vereséggel zárult bajnoki 72. percében, Martin Košťált váltva debütált. 2019. március 16-án, a Korona Kielce ellen 3–1-re elvesztett mérkőzésen megszerezte első gólját a klub színeiben.

## Statisztikák
2023. március 11. szerint
| Klub                  | Szezon   | Osztály          | Bajnokság | Bajnokság | Kupa és Ligakupa | Kupa és Ligakupa | Nemzetközi | Nemzetközi | Összesen | Összesen |
| Klub                  | Szezon   | Osztály          | Meccs     | Gól       | Meccs            | Gól              | Meccs      | Gól        | Meccs    | Gól      |
| --------------------- | -------- | ---------------- | --------- | --------- | ---------------- | ---------------- | ---------- | ---------- | -------- | -------- |
| Costa Brava           | 2014–15  | Segunda División | 29        | 6         | 0                | 0                | —          | —          | 29       | 6        |
| Costa Brava           | 2015–16  | Segunda División | 32        | 6         | 3                | 0                | —          | —          | 35       | 6        |
| Costa Brava           | Összesen | Összesen         | 61        | 12        | 3                | 0                | 0          | 0          | 64       | 12       |
| UCAM Murcia           | 2016–17  | Segunda División | 14        | 5         | 2                | 1                | —          | —          | 16       | 6        |
| Cádiz                 | 2016–17  | Segunda División | 6         | 1         | 0                | 0                | —          | —          | 6        | 1        |
| Wisła Kraków          | 2017–18  | Ekstraklasa      | 30        | 8         | 1                | 0                | —          | —          | 31       | 8        |
| Wisła Kraków          | 2018–19  | Ekstraklasa      | 17        | 6         | 1                | 0                | —          | —          | 18       | 6        |
| Wisła Kraków          | Összesen | Összesen         | 47        | 14        | 2                | 0                | 0          | 0          | 49       | 14       |
| Jagiellonia Białystok | 2018–19  | Ekstraklasa      | 14        | 10        | 2                | 0                | —          | —          | 16       | 10       |
| Jagiellonia Białystok | 2019–20  | Ekstraklasa      | 35        | 11        | 1                | 0                | —          | —          | 36       | 11       |
| Jagiellonia Białystok | 2020–21  | Ekstraklasa      | 27        | 11        | 0                | 0                | —          | —          | 27       | 11       |
| Jagiellonia Białystok | 2021–22  | Ekstraklasa      | 16        | 9         | 1                | 0                | —          | —          | 17       | 9        |
| Jagiellonia Białystok | 2022–23  | Ekstraklasa      | 23        | 10        | 2                | 0                | —          | —          | 25       | 10       |
| Jagiellonia Białystok | Összesen | Összesen         | 115       | 51        | 6                | 0                | 0          | 0          | 121      | 51       |
| Összesen              | Összesen | Összesen         | 243       | 83        | 13               | 1                | 0          | 0          | 256      | 84       |

## Sikerei, díjai
Jagiellonia Białystok
- Lengyel Kupa
  - Döntős (1): 2018–19